# Medaillenspiegel der Olympischen Winterspiele 2002
Diese Tabelle zeigt den Medaillenspiegel der Olympischen Winterspiele 2002 in Salt Lake City. Die Platzierungen sind nach der Anzahl der gewonnenen Goldmedaillen sortiert, gefolgt von der Anzahl der Silber- und Bronzemedaillen. Weisen zwei oder mehr Länder eine identische Medaillenbilanz auf, werden sie alphabetisch geordnet auf dem gleichen Rang geführt. Dies entspricht dem System, das vom IOC verwendet wird.
Im Eiskunstlauf-Paarwettbewerb sowie 2 × 10 km Langlauf-Verfolgung der Männer wurden zwei Gold- und keine Silbermedaillen vergeben.

## Medaillenspiegel
| Platz | Mannschaft                | Gold | Silber | Bronze | Gesamt |
| ----- | ------------------------- | ---- | ------ | ------ | ------ |
| 01    | Norwegen (NOR)            | 13   | 5      | 7      | 25     |
| 02    | Deutschland (GER)         | 12   | 16     | 8      | 36     |
| 03    | Vereinigte Staaten (USA)  | 10   | 13     | 11     | 34     |
| 04    | Kanada (CAN)              | 7    | 3      | 7      | 17     |
| 05    | Russland (RUS)            | 5    | 4      | 4      | 13     |
| 06    | Frankreich (FRA)          | 4    | 5      | 2      | 11     |
| 07    | Italien (ITA)             | 4    | 4      | 5      | 13     |
| 08    | Finnland (FIN)            | 4    | 2      | 1      | 7      |
| 09    | Niederlande (NED)         | 3    | 5      | —      | 8      |
| 10    | Österreich (AUT)          | 3    | 4      | 10     | 17     |
| 11    | Schweiz (SUI)             | 3    | 2      | 6      | 11     |
| 12    | Kroatien (CRO)            | 3    | 1      | —      | 4      |
| 13    | Volksrepublik China (CHN) | 2    | 2      | 4      | 8      |
| 14    | Südkorea (KOR)            | 2    | 2      | —      | 4      |
| 15    | Australien (AUS)          | 2    | —      | —      | 2      |
| 16    | Tschechien (CZE)          | 1    | 2      | —      | 3      |
| 17    | Estland (EST)             | 1    | 1      | 1      | 3      |
| 18    | Großbritannien (GBR)      | 1    | —      | 1      | 2      |
| 19    | Schweden (SWE)            | —    | 2      | 5      | 7      |
| 20    | Bulgarien (BUL)           | —    | 1      | 2      | 3      |
| 21    | Japan (JPN)               | —    | 1      | 1      | 2      |
| 0     | Polen (POL)               | —    | 1      | 1      | 2      |
| 23    | Slowenien (SLO)           | —    | —      | 1      | 1      |
| 0     | Belarus (BLR)             | —    | —      | 1      | 1      |
|       | Gesamt                    | 80   | 76     | 78     | 234    |

## Aberkennungen
Aufgrund verschiedener nachträglich aufgedeckter Dopingvergehen gab es mehrere Aberkennungen.
| Disqualifiziert  | Land                 | Medaille | Disziplin                                      |
| ---------------- | -------------------- | -------- | ---------------------------------------------- |
| Alain Baxter     | Großbritannien (GBR) | Bronze   | Ski Alpin, Slalom Männer                       |
| Olga Danilowa    | Russland (RUS)       | Gold     | Skilanglauf, 2×5 km Verfolgung Frauen          |
| Olga Danilowa    | Russland (RUS)       | Silber   | Skilanglauf, 10 km klassisch Frauen            |
| Larissa Lasutina | Russland (RUS)       | Gold     | Skilanglauf, 30 km klassisch Frauen            |
| Larissa Lasutina | Russland (RUS)       | Silber   | Skilanglauf, 15 km Freistil Massenstart Frauen |
| Larissa Lasutina | Russland (RUS)       | Silber   | Skilanglauf, 2×5 km Verfolgung Frauen          |
| Johann Mühlegg   | Spanien (ESP)        | Gold     | Skilanglauf, 50 km klassisch Männer            |
| Johann Mühlegg   | Spanien (ESP)        | Gold     | Skilanglauf, 30 km Freistil Männer             |
| Johann Mühlegg   | Spanien (ESP)        | Gold     | Skilanglauf, 2×10 km Verfolgung Männer         |